# とりあえずビール

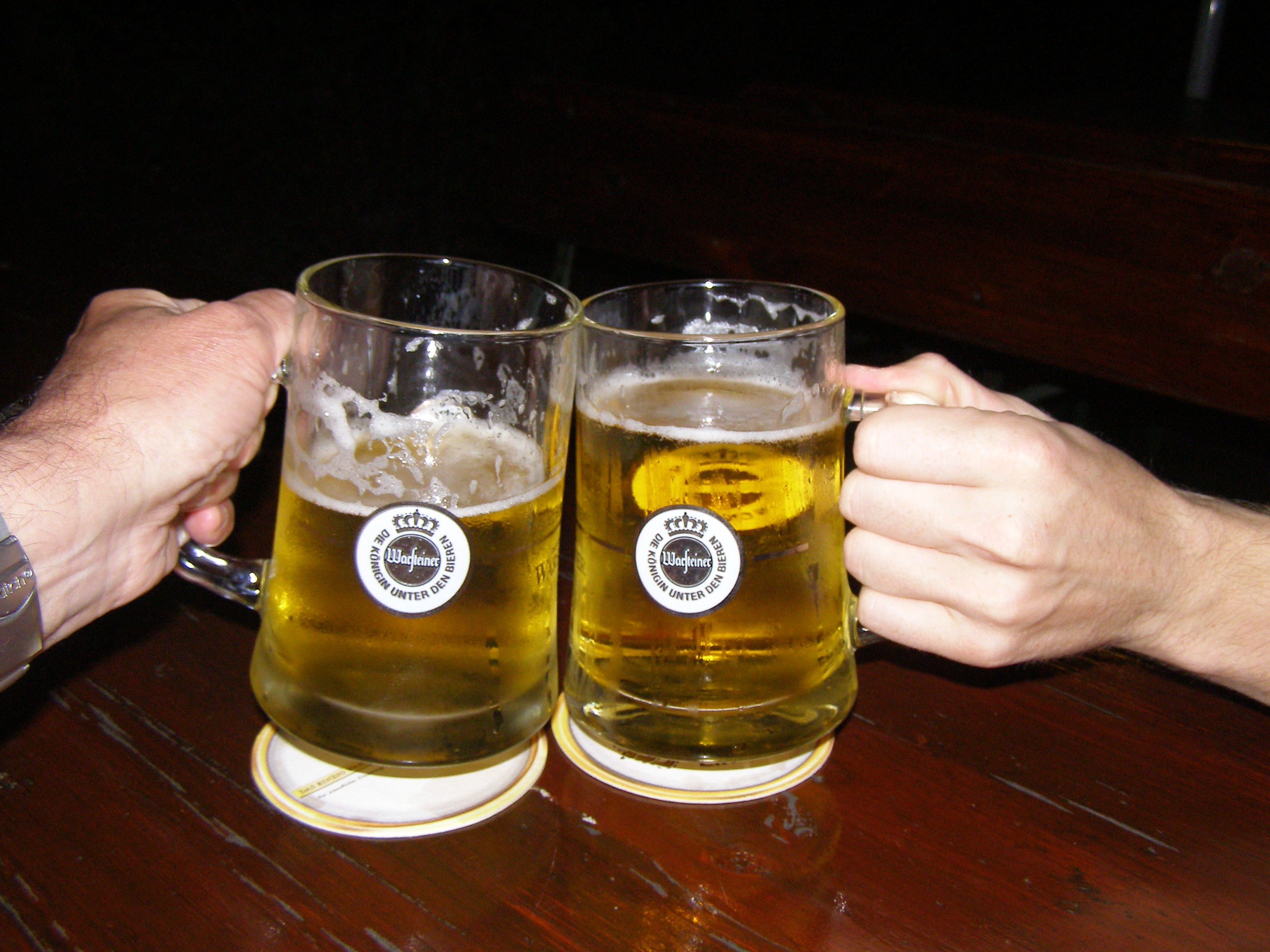
ビールでの乾杯

とりあえずビールは、日本の宴会で見られる慣用句。「とりビー」と略称される。1955年（昭和30年）ごろからの高度経済成長に伴ってビールという飲み物が大衆化し、一般庶民へ浸透した。それまで良く飲まれていた燗酒に比べて短時間で供されることが受け、「宴会の席における最初の一杯」という意味合いを込めて、「とりあえずビール」という言い回しが用いられるようになった。
近年ではこの「とりあえずビール」という用例が、ビールを好まない人への強制と捉えられる向きもあって、若い世代を中心に敬遠されつつある。居酒屋でアルバイトを行っていた大学生の調査では、約80%の人が1杯目の飲み物にビールを選んでいたとの報告がある。また、人によっては、「とりあえず」という表現が、ビールが他の酒類より格下に聞こえると感じ嫌がることもある。

## 概要
「とりあえずビール」は、酒の席で始めの一杯として人数分のビールを注文する際の常套句として用いられる。この場合、桂文珍の創作落語で「日本で最も飲まれているのは『とりあえずビール』」とあるように、特定の酒造メーカーやブランド名を冠することは無く、その店で販売している一般的なビールが供される。この形態は「簡単に人数分の飲み物が注文できる」という利点のほか、「みんなで同じものを飲むと安心する」という会社やグループ間での帰属意識を高めることができるという効果がある。また、最初にビールを飲むことに関する効用として「アルコール度数の低さから内臓への負担が少なく、ビールに含まれる炭酸やホップが胃腸を刺激することで食欲増進の効果がある」とも言われている。
しかし、日本におけるビールの需要は1994年（平成6年）をピークに減衰傾向にあり、逆にリキュール（チューハイ）の需要が伸び始めているように、近年では「とりあえずビール」という注文方法から各人が自由に飲みたいものを選択する傾向もある。
ちなみに2010年4月1日には、厚木市で地ビールを製造するサンクトガーレンが、エイプリルフールの特別企画として実際に1日限定で「とりあえずビール」を販売した。